# Ursula Howells
Ursula Howells (17 de septiembre de 1922 – 16 de octubre de 2005) fue una actriz teatral, cinematográfica y televisiva de nacionalidad británica.

## Biografía
Nacida en Londres, Inglaterra, su padre era el compositor Herbert Howells. Ella estudió en la St Paul's Girls' School, donde en 1936 su padre era director musical. 
La primera actuación teatral de Howells tuvo lugar en Dundee en 1939, en la obra de John Drinkwater Bird in Hand. En 1942 se trasladó a Oxford, y tres años más tarde debutaba en Londres actuando en el Teatro Embassy. Tras varios años trabajando en el circuito teatral del West End londinense, así como en el circuito de Broadway, en Nueva York, donde trabajó en 1951 en Springtime for Henry, Howells empezó a hacer cine.
Tras fallecer su padre en 1983, Ursula Howells influyó para fundar la "Herbert Howells Society", apoyando financieramente y promocionando la grabación y publicación de las composiciones de su padre.
Ursula Howells falleció en Petworth, Inglaterra, en 2005. 

## Selección de su filmografía
- Track the Man Down (1955)
- I Believe in You (1952)
- The Blakes Slept Here (1953)
- The Weak and the Wicked (1954)
- The Constant Husband (1955)
- The Long Arm (1956)
- West of Suez (1957)
- The Sicilians (1963)
- Crossplot (1969)
- Dr Terror's House of Horrors (1965)
- Mumsy, Nanny, Sonny and Girly (1970)

## Selección de actuaciones televisivas
- La saga de los Forsyte, como Frances
- Dixon of Dock Green
- Madhouse on Castle Street
- Man in a Suitcase
- Father, Dear Father
- Upstairs, Downstairs
- The Many Wives of Patrick
- The Barchester Chronicles
- Miss Marple
- Bergerac
- Lovejoy
- Heartbeat
- Dangerfield
- A Rather English Marriage
- The Cazalets
- Midsomer Murders